# 高橋直樹 (野球)
高橋 直樹（たかはし なおき、1945年2月15日 - ）は、大分県佐伯市出身の元プロ野球選手（投手）・コーチ、解説者。

## 経歴

### プロ入り前
旧制大分県立佐伯中学校（現：大分県立佐伯鶴城高等学校）野球部出身の父親と高校時代バレーボール選手だった母親との間に生まれる。母親が東京の大学にいた頃、知人に誘われ早慶戦を観に行ったことで、将来男の子が生まれたら野球をやらせたいと思うようになった。実際母親から「あんたは私の体力と能力があるんだから、絶対勝てるから。」と言われ、小学校の頃母親に促され野球を始める。
中学時代は大分県全県の模試で26番になり、津久見高校普通科の入学試験ではトップの成績で合格。入学当初はオーバースローであったが、当時監督の小嶋仁八郎（元：西日本パイレーツ）から腕を下げるよう言われ、スリークォーターでは打者が怖がらないことに気づき、アンダー気味のサイドスローに転向する。
1963年の夏の甲子園に出場。1回戦で中京商の三輪田勝利と投げ合い3-4で逆転負け。1年下のチームメートに控え投手の池田重喜、三塁手の中村国昭がいた。当初は東京大学への入学を検討していたが、中学校の頃か早慶戦に憧れていた高橋は神宮のマウンドに立つべく、翌年の一般入試て早稲田大学商学部へ進学、三輪田と大学同期となる。他の同期には外野手の林田真人らがいる。東京六大学野球リーグでは八木沢荘六、三輪田の控えに回り、12試合に登板して2勝2敗。
1966年春季リーグでは田淵幸一に第6号の本塁打を喫した。
1967年のドラフト3位で東映フライヤーズに指名される。プロで通用する自信がなく、社会人で力を試す目的でドラフトの交渉権を保留したまま日本鋼管に入社。
1968年の都市対抗野球大会にエースとして出場、1回戦で三菱重工水島の松岡弘に1-0で投げ勝つなど活躍した。
その後、ドラフト最終期限（1968年10月10日）前に東映フライヤーズへ入団。背番号は石川陽造の引退で空いた14。

### 東映・日拓ホーム・日本ハム時代
ゆったりした動きから手首を返し、握りを見せるフォームから繰り出すサイド気味のアンダースロー投手として、土橋正幸より背番号21を受け継いだ。
1969年は4月後半から先発ローテーションに定着。5月までに5勝を挙げ、その後は一時勝ち星から遠ざかるが、7月中旬から復調して8勝。同年は13勝13敗の成績で規定投球回（リーグ4位、防御率2.42）にも達する。
1973年6月16日の対近鉄戦で打者27人でのノーヒットノーランを達成する。
1974年8月18日には対近鉄戦で「先発してリードしたまま5回を投げた後で一度三塁手の守備をして、セーブが付く条件でリリーフ登板して9回まで投げてチームが勝利した」ことで、史上唯一の「一人で1試合の勝利投手とセーブ投手の両方を記録」を達成した（ルール改正により翌年から達成不可能となる）。
1975年には17勝を挙げるなど、東映時代末期から長く不動のエースとして活躍。同年オフの11月8日には「東京六大学野球連盟結成50周年記念試合プロOB紅白戦」メンバーに選出され、大学の先輩である荒川博監督率いる白軍の選手として出場。
1979年の鳴門キャンプ時からはやさしい表情をカバーするため、口ひげを蓄えるようになり、それ以前から常用していたメガネとともにトレードマークとなっていた。これについては、「プロ入り10年で100勝の目標を達成したので『変わったことをやってみただけ』だ」とも言う。しかしこの年は同一チームに連敗したらひげを剃る（この当時本人はこれを「ヒゲ夫を殺す」と表現している）と公言しており、同年7月12日のロッテ戦で敗戦投手となり、自身ロッテに連敗となったためにこの時はひげを剃った。同年は20勝11敗（山田久志の21勝に次ぐリーグ2位）、防御率2.75（リーグ3位）の好成績を残し、同年4月のパ・リーグ初MVPを獲得し、シーズン最多無四球試合11のパ・リーグ記録も達成した。同年9月末監督の大沢啓二が「ナオだってトレード要員の可能性はある」と発言、これに高橋は「トレードなら喜んで行きますよ。」と発言し球団から罰金処分を受けた。
1981年、江夏豊とのトレードで広島東洋カープへ電撃移籍。20勝エースとリリーフエースとのトレードで大型トレードとして話題になる。当時大沢は高橋に投手陣の中心になることを期待しており、広島オーナーの松田耕平および監督の古葉竹識に江夏の獲得を申し入れた際、交換条件として高橋の名を挙げられると「高橋だけは出せません」と答えた。しかし広島側は条件を譲らず、迷った末に決めたと後に記している。

### 広島時代
広島では2年間で2勝のみと期待に応えることができなかった。
公園で投球練習をしていたところ、根本陸夫から、「お前、遊んでんのか？」「うちね、今ね、優勝かかってんだけど、ピッチャー足りなくて困ってるんだ。力を貸してくれんか。お前、投げられるか？」と電話があり、1982年6月、古沢憲司・大原徹也との交換トレードで西武ライオンズに移籍をする。

### 西武時代
早大の先輩である広岡達朗監督や近藤昭仁コーチの下、再び慣れ親しんだパ・リーグで7勝を挙げ、ライオンズの所沢移転後初優勝・日本一に貢献。
1983年には日本ハム時代に5度務めた開幕投手を再び任され13勝3敗で最優秀勝率のタイトルを獲得、防御率3.03も同僚の東尾修に次ぐリーグ2位であった。
広岡監督解任もあり1985年12月、トレードで読売ジャイアンツへの移籍が決まり、翌年に加入。

### 巨人時代
1986年オフに他球団からのオファーはあったものの、自ら引退を決意。高橋の引退により、NPBに所属する現役選手は全員戦後生まれとなった。41歳まで現役を続けた。勝利数169のうち167をパ・リーグで挙げている。

### 引退後
引退後は日本テレビ「○曜ナイター→劇空間プロ野球」・ラジオ日本「ジャイアンツナイター」野球解説者（1987年 - 1992年）を経て、近藤昭仁新監督を率いる横浜ベイスターズ一軍投手コーチ（1993年 - 1994年）を務めた。横浜退団後はいち早くメジャーリーグに目を向け、NHK「メジャーリーグ中継」野球解説者（1995年 - 1996年）を務め、1997年、カンザスシティ・ロイヤルズにて日本人初の投手コーチに就任する。帰国後の1998年からはNHK「メジャーリーグ中継」野球解説者がメインとなり、横浜で事業を営んでいたほか、流通経済大学コーチ（2010年 - 2015年）も務めた。2015年8月22日、日本ハム対オリックス戦（東京ドーム）の始球式に登板し、往年の投球を披露している。

## 人物

### 投手としての特徴
- ストレートの球速は速くはなかったが、通算でも6イニングに1個の割合でしか四死球を出さなかったように、抜群の制球力を武器に打者を料理した。
  - 水島新司の漫画『あぶさん』では、オールスターゲームのセ・パ対抗ホームラン競争で、主人公の景浦安武がピッチャーに高橋を指名し、高橋は見事なコントロールで景浦が得意とするインコースに投げ続けたため景浦はホームランを連発し、パリーグが勝利するという回がある。
- 既述の通り高校時代にアンダースローに転向したが、これは当時監督だった小嶋仁八郎に「今の投げ方も悪くないが、他の投手と代わり映えしない。腕を下げて胸元に食い込むように投げてみろ。」と助言を受けた事によるもので、最初は渋々だったものの実際にサイドハンドで投げてみた所、より良い成績が残せるようになった。プロではスリークォーター、サイド、アンダースローと複数の投法を使い分けた[17]。

### その他
- 現役時代の1980年3月24日に東京12チャンネルで放映されたドラマ「ミラクルガール」第1話「プロ野球エースを狙え！殺人鬼の標的」にゲスト出演。
- 高橋直樹は大変几帳面な性格で、現役時代のロッカーは綺麗に整理整頓されていたと江夏豊と石毛宏典が語っている[18]。
- 若手時代の伊東勤は、高橋に「お前のサインに首を振らない」と言われたことが励みになったという[19]。

## 詳細情報

### 年度別投手成績
| 年 度      | 球 団              | 登 板 | 先 発 | 完 投 | 完 封 | 無 四 球 | 勝 利 | 敗 戦 | セ 丨 ブ | ホ 丨 ル ド | 勝 率 | 打 者 | 投 球 回 | 被 安 打 | 被 本 塁 打 | 与 四 球 | 敬 遠 | 与 死 球 | 奪 三 振 | 暴 投 | ボ 丨 ク | 失 点 | 自 責 点 | 防 御 率 | W H I P |
| ---------- | ------------------ | ----- | ----- | ----- | ----- | -------- | ----- | ----- | -------- | ----------- | ----- | ----- | -------- | -------- | ----------- | -------- | ----- | -------- | -------- | ----- | -------- | ----- | -------- | -------- | ------- |
| 1969       | 東映 日拓 日本ハム | 41    | 33    | 10    | 2     | 4        | 13    | 13    | --       | --          | .500  | 884   | 223.0    | 196      | 17          | 31       | 0     | 6        | 122      | 2     | 1        | 81    | 60       | 2.42     | 1.02    |
| 1970       | 東映 日拓 日本ハム | 27    | 25    | 4     | 0     | 2        | 7     | 10    | --       | --          | .412  | 626   | 153.0    | 138      | 25          | 25       | 3     | 3        | 66       | 0     | 0        | 75    | 68       | 4.00     | 1.07    |
| 1971       | 東映 日拓 日本ハム | 33    | 30    | 5     | 1     | 1        | 7     | 15    | --       | --          | .318  | 728   | 176.1    | 182      | 24          | 35       | 2     | 3        | 68       | 0     | 1        | 97    | 83       | 4.24     | 1.23    |
| 1972       | 東映 日拓 日本ハム | 23    | 16    | 1     | 0     | 0        | 4     | 7     | --       | --          | .364  | 399   | 95.2     | 92       | 18          | 24       | 4     | 2        | 54       | 1     | 2        | 55    | 47       | 4.42     | 1.21    |
| 1973       | 東映 日拓 日本ハム | 35    | 25    | 5     | 4     | 0        | 12    | 9     | --       | --          | .571  | 692   | 171.1    | 157      | 17          | 31       | 3     | 8        | 67       | 0     | 2        | 67    | 63       | 3.31     | 1.10    |
| 1974       | 東映 日拓 日本ハム | 35    | 22    | 6     | 0     | 1        | 9     | 11    | 3        | --          | .450  | 750   | 187.2    | 165      | 18          | 34       | 6     | 7        | 119      | 1     | 1        | 76    | 67       | 3.21     | 1.06    |
| 1975       | 東映 日拓 日本ハム | 35    | 30    | 17    | 2     | 0        | 17    | 13    | 0        | --          | .567  | 1041  | 256.0    | 229      | 21          | 65       | 7     | 8        | 120      | 1     | 1        | 94    | 84       | 2.95     | 1.15    |
| 1976       | 東映 日拓 日本ハム | 32    | 32    | 19    | 2     | 2        | 13    | 14    | 0        | --          | .481  | 922   | 230.0    | 214      | 20          | 44       | 6     | 10       | 127      | 0     | 1        | 91    | 83       | 3.25     | 1.12    |
| 1977       | 東映 日拓 日本ハム | 36    | 36    | 19    | 2     | 4        | 17    | 17    | 0        | --          | .500  | 1101  | 278.2    | 235      | 29          | 39       | 5     | 11       | 160      | 3     | 1        | 106   | 92       | 2.97     | 0.98    |
| 1978       | 東映 日拓 日本ハム | 34    | 31    | 11    | 4     | 3        | 9     | 10    | 2        | --          | .474  | 946   | 234.0    | 230      | 16          | 28       | 4     | 8        | 107      | 1     | 0        | 90    | 75       | 2.88     | 1.10    |
| 1979       | 東映 日拓 日本ハム | 37    | 28    | 21    | 2     | 11       | 20    | 11    | 4        | --          | .645  | 1017  | 254.2    | 257      | 21          | 23       | 2     | 4        | 118      | 1     | 0        | 89    | 78       | 2.76     | 1.10    |
| 1980       | 東映 日拓 日本ハム | 30    | 23    | 9     | 2     | 1        | 10    | 9     | 1        | --          | .526  | 643   | 152.2    | 164      | 21          | 24       | 5     | 5        | 86       | 1     | 0        | 75    | 69       | 4.07     | 1.23    |
| 1981       | 広島               | 16    | 8     | 1     | 0     | 1        | 2     | 5     | 2        | --          | .286  | 272   | 66.0     | 70       | 9           | 10       | 1     | 1        | 42       | 0     | 0        | 34    | 29       | 3.95     | 1.21    |
| 1982       | 広島               | 3     | 1     | 0     | 0     | 0        | 0     | 0     | 0        | --          | ----  | 15    | 3.0      | 7        | 1           | 0        | 0     | 0        | 3        | 0     | 0        | 3     | 2        | 6.00     | 2.33    |
| 1982       | 西武               | 17    | 13    | 3     | 2     | 0        | 7     | 2     | 1        | --          | .778  | 369   | 94.2     | 81       | 3           | 18       | 4     | 3        | 36       | 0     | 0        | 25    | 24       | 2.28     | 1.05    |
| '82計      | 西武               | 20    | 14    | 3     | 2     | 0        | 7     | 2     | 1        | --          | .778  | 384   | 97.2     | 88       | 4           | 18       | 4     | 3        | 39       | 0     | 0        | 28    | 26       | 2.40     | 1.09    |
| 1983       | 西武               | 25    | 24    | 4     | 0     | 3        | 13    | 3     | 0        | --          | .813  | 583   | 142.2    | 137      | 15          | 23       | 4     | 4        | 37       | 0     | 1        | 54    | 48       | 3.03     | 1.12    |
| 1984       | 西武               | 10    | 10    | 1     | 0     | 0        | 2     | 3     | 0        | --          | .400  | 186   | 43.2     | 52       | 13          | 7        | 0     | 1        | 21       | 0     | 1        | 35    | 34       | 7.01     | 1.35    |
| 1985       | 西武               | 20    | 16    | 5     | 0     | 3        | 7     | 6     | 0        | --          | .538  | 401   | 101.1    | 104      | 10          | 10       | 1     | 3        | 35       | 0     | 0        | 52    | 49       | 4.35     | 1.13    |
| 1986       | 巨人               | 4     | 1     | 0     | 0     | 0        | 0     | 0     | 0        | --          | ----  | 38    | 8.1      | 12       | 3           | 2        | 1     | 0        | 3        | 0     | 0        | 5     | 5        | 5.40     | 1.68    |
| 通算：18年 | 通算：18年         | 493   | 404   | 141   | 23    | 36       | 169   | 158   | 13       | --          | .517  | 11613 | 2872.2   | 2722     | 301         | 473      | 58    | 87       | 1391     | 11    | 12       | 1204  | 1060     | 3.32     | 1.11    |

- 各年度の太字はリーグ最高
- 東映（東映フライヤーズ）は、1973年に日拓（日拓ホームフライヤーズ）、1974年に日本ハム（日本ハムファイターズ）に球団名を変更

### タイトル
- 最高勝率：1回 （1983年）

### 表彰
- 月間MVP：1回 （1979年4月）

### 記録
初記録
- 初登板・初先発：1969年4月13日、対阪急ブレーブス2回戦（阪急西宮球場）、6回1/3を5失点（自責点4）
- 初奪三振：同上、1回裏にフランシス・アグリーから
- 初勝利・初完投勝利：1969年4月23日、対南海ホークス1回戦（大阪スタヂアム）、9回3失点
- 初完封勝利：1969年6月4日、対阪急ブレーブス7回戦（後楽園球場）
- 初セーブ：1974年6月8日、対ロッテオリオンズ前期9回戦（後楽園球場）、9回表に2番手で救援登板・完了、1回無失点

節目の記録
- 100勝：1978年4月9日、対阪急ブレーブス前期3回戦（後楽園球場）、9回3失点（自責点1）完投勝利　※史上72人目
- 1000奪三振：1978年8月26日、対ロッテオリオンズ後期11回戦（後楽園球場）、3回表にレロン・リーから　※史上56人目
- 150勝：1983年6月15日、対近鉄バファローズ10回戦（西武ライオンズ球場）、9回1失点完投勝利　※史上36人目

その他の記録
- シーズン11無四球試合：1979年、※パ・リーグ記録
- ノーヒットノーラン：1973年6月16日、対近鉄バファローズ前期9回戦（後楽園球場） ※史上47人目
- オールスターゲーム出場：6回 （1975年、1977年 - 1980年、1983年）

### 背番号
- 14 （1968年）
- 21 （1969年 - 1980年）
- 16 （1981年 - 1982年途中）
- 17 （1982年途中 - 1985年）
- 19 （1986年）
- 77 （1993年 - 1994年）